# فلوريان ويبر (ملحن)
فلوريان ويبر (بالألمانية: Florian Weber)‏ هو عازف بيانو وملحن ألماني، ولد في 20 نوفمبر 1977 في دتمولد في ألمانيا.

## وصلات خارجية
- فلوريان ويبر على موقع ميوزك برينز (الإنجليزية)
- فلوريان ويبر على موقع أول ميوزيك (الإنجليزية)
- فلوريان ويبر على موقع ديسكوغز (الإنجليزية)